# 毛叶纤毛草
毛叶纤毛草（学名：Roegneria ciliaris var. lasiophylla）为禾本科鹅观草属下的一个变种。